# Galanggang (Batang Onang)
Galanggang is een bestuurslaag in het regentschap Padang Lawas Utara van de provincie Noord-Sumatra, Indonesië. Galanggang telt 226 inwoners (volkstelling 2010).